# جان دی. هوبلیتزل، جونیور
جان دی. هوبلیتزل، جونیور (به انگلیسی: John D. Hoblitzell, Jr.) سناتور سابق عضو حزب جمهوری‌خواه ایالات متحده آمریکا بود. وی در سال ۱۹۵۸ میلادی سناتور ایالت ویرجینیای غربی در سنای ایالات متحده آمریکا بود.